# Marie Tefrová
Marie Tefrová (* 28. ledna 1940 Praha) je česká malířka a básnířka.

## Život
Marie Tefrová se narodila na začátku druhé světové války v Praze.
Na obrazech Marie Tefrové  je téměř vždy člověk se svou individuální mentalitou. Ale i v krajinách autorky je zachycen člověk s jeho osudem, s nejjemnějšími gesty, výrazy tváří, prchavými okamžiky života, onou „pěnou dní“, kterou je poezie krásy. První výstavu s názvem Portrét měla autorka v malé galerii Mánes v Praze v 1972. Její tvorba se prostírá do různých, cyklických tematických celků, mnohá témata se znovu po letech objevují v jiných souvislostech a novou platností a svědčí o rozjímavém a hlubokém přemýšlení. Marie Tefrová nehledá názvy, jsou to prostě: Cesty, Vzpomínky, Nevěsty, Masky, Společnosti, Hry, Rozhovory, Dálky.
Od roku 1970 veřejně vystavuje své obrazy a kresby v galeriích doma i v zahraničí. Zastoupená je svým uměním v NG v Praze, v oblastních i regionálních galerií doma i v zahraničí, v soukromých sbírkách v celém světě. Je nositelkou mimořádné ceny Ministerstva kultury roku 1982 za obraz „Nevěsta“ s tématem: Žena ve výtvarném umění, vyhlášené organizací UNESCO. V posledních letech[kdy?] se zabývá více kresbou, fotografií a psaním poezie. V nakladatelství Arca JiMfa vydala r. 1997 sbírku básní s vlastními lavírovanými kresbami s názvem STRMÉ CESTY. V kritických letech 1968-89 v době totality se účastnila oficiálně nepovolených, ale populárních, společných výstav se sochaři pod názvem „Malostranské dvorky“, kde žila a měla atelier. Po čtyřiceti letech, po odebrání atelieru v podkroví a s bytem v domě o patro níž, kde žila i se svými třemi dcerami, v lokalitě starého centra Prahy, přestěhovala svůj ateliér na venkov padesát kilometrů jižně od Prahy.
Malířka Marie Tefrová se zabývá nejvíce malbou figurální a portrétem. Přesto jí bylo krajinářství vždy blízké. Sumární krásu krajiny, venkova, atmosféru oblohy a světla zaznamenává nejen v olejomalbě, ale i ve své poezii. Její obrazy vyzařují klid, soustředění, nebo napětí okamžiku. Její poezie je výrazně dynamičtější. Objevuje lidské nitro se všemi slabostmi a někdy i úlitbami reálnému životu, ale také moc hluboké víry, která ve svých důsledcích představuje slabého člověka v osobnost vidoucí, shovívavou a laskavě přísnou.
Obrazy kresby, ve třetím tisíciletí, kdy se činnost člověka začíná měřit jakoby pouze finančními úspěchy a popularitou tuto malířku příliš nezajímá. U ní se naopak se vyznačuje hloubkou prožitku, vřelostí citu a autenticitou. Pracuje s klasickými materiály technikou lazurní malby v návaznosti českého malířství a má tak podíl na celkovém profilu současného českého umění.
Díky jejímu cítění a vidění je patrno, že náš život neodpovídá plně realitě a že naše existence postrádá koherenci a smysl. Vydala se proto posedlostí malbou, obrazem a poezií.  Kromě této posedlosti ještě úsilím o lásku k dětem a udržením domova. Proto odmítla v r. 1968 emigrovat se svým manželem Stanislavem do USA, který tam po 4 letech zemřel. Jestliže již existuje také jiné umění než mužské, tyto tendence nelze jednoznačně ztotožnit s dílem autorky. Je tvořené radikálně z jiné než mužské perspektivy, ale přitom známky „ženského umění“ nevykazuje. Ženskost není u ní otázkou vyjadřování, ale dilema možnosti.  V začátcích nového tisíciletí přechází její kompozice malby prostřednictvím biblických motivů, zachycuje to, co přesahuje horizont času a přechází k ostřejší barevnosti.
Marie Tefrová říká o sobě: „Myslím, že moje obrazy jsou jen tiché básně“, které barvou a kompozicí tvoří podstatu jejího výtvarného umění. Pracuje často s umístěním postavy v obraze zády k diváku, s motivem zrcadla, nebo i „obraz v obrazu“. Tyto způsoby znásobení postavy, nebo tváře člověka v obrazovém prostoru sugerují nakonec divákovi možnost jiného setkání se sebou samým. Její vidění a tvůrčí umění je přesvědčivé a nestylizuje se do zavedené postmoderní formy a proto je v šíři záběru zárukou celkového světového profilu malířské tvorby.

## Dílo
Obrazy Marie Tefrové  jsou v soukromých sbírkách, v regionálních galeriích a muzeích doma i v zahraničí. Ve Vatikánském muzeu je zastoupena  olejomalbou s názvem „Boží hrob“, v Arcibiskupském paláci v Praze  obrazem  „První monstrance“.  Sbírka  básní s názvem „STRMÉ CESTY“, vydaná nakladatelstvím ArcaJimfa, ilustrovaná vlastními  kresbami ,obálka  knihy s reprodukcí  obrazu „Cesty“  a s barevnou předsádkou reprodukce obrazu „Dálky“ s reprodukcí olejomalby Cesty . Autorka je uvedena v monografii od PhDr. Dušana Konečného „Mladí čeští malíři“, vydané nakl. Odeon v r. 1978 a reprodukce olejomalby „Nevěsta“, který je v majetku Národní galerie v Praze.

## Výstavy
- 1969 - Čeští mladí malíři a grafici, Bratislava,Slovensko
- 1971 - Malíři na cestách, Praha
- 1972 - PORTRET, Český fond výtvar. umělců, Mánes, Praha
- 1973 - Obrazy - Kresby, MF, Praha
- 1974 - Marie Tefrová: figurální obrazy, Praha
- 1975 - Marie Tefrová - Jan Reich - Obrazy a fotografie: společná, Praha
- 1976 - Periferie - mizející Praha, Praha
- 1977 - Hornické motivy, Příbram
- 1980 - Výběr z díla M.Tefrové, Ústav makromolekulární chemie ČSAV, Praha 6
- 1983 - Oleje a ilustrace Marie Tefrové, Kulturní centrum, Dobříš
- 1984 - Malíři undergroundu - Mikrobiologický ústav ČSAV, Praha 4
- 1990 - Obrazy z let 1971-1986, U Řečických, Praha 1
- 1991 - Plátna Marie Tefrové, Nuselská galerie, Praha
- 1994 - Malba a verš Marie Tefrové, U Jednorožce - Praha 1
- 1997 - Jako ve snu M.T., Praha
- 1997 - Figurální umění společná členů Svazu, Praha
- 2005 - Píseň Šumavy, Muzeum Sušice
- 2007 - Pohled do skicáku, Úvaly
- 2007 - Malostranská setkávání, Galerie Josefa Kalouska, Praha
- 2008 - Krajina Marie Tefrové, Galerie Vojtěcha Preissiga, Praha
- 2009 - Obrazy a ilustrace Marie Tefrové, Praha
- 2014 - Setkání dvou generací společná s Janou Váchovou, Konzervatoř v Plzni